# Jessika Ponchet
Jessika Ponchet (* 26. September 1996 in Bayonne) ist eine französische Tennisspielerin.

## Karriere
Ponchet spielt vorrangig Turniere auf der ITF Women’s World Tennis Tour, wo sie bislang zehn Titel im Einzel und 14 im Doppel gewonnen hat.
Ihr erstes Turnier als Profi spielte Ponchet im Juli 2011. Seit Anfang 2013 wird sie in der Einzelweltrangliste geführt. Ihr erstes Finale erreichte sie im Oktober 2015 in Port El-Kantaoui, wo sie Walerija Strachowa mit 2:6 und 3:6 unterlag. Im Mai 2016 erreichte sie das Finale von Monzón, im Juni das Halbfinale von Madrid und im Juli konnte sie in Getxo und in El Espinar ihre ersten Titel gewinnen.

## Turniersiege

### Einzel
| Nr. | Datum              | Turnier              | Kategorie   | Belag             | Finalgegnerin             | Ergebnis       |
| --- | ------------------ | -------------------- | ----------- | ----------------- | ------------------------- | -------------- |
| 1.  | 9. Juli 2016       | Getxo                | ITF $10.000 | Sand              | Ioana Loredana Roșca      | 4:6, 6:2, 6:1  |
| 2.  | 30. Juli 2016      | El Espinar           | ITF $10.000 | Hartplatz         | Rocío de la Torre-Sánchez | 6:4, 6:2       |
| 3.  | 20. November 2016  | Benicarlo            | ITF $10.000 | Sand              | Amanda Carreras           | 6:0, 7:66      |
| 4.  | 22. Juli 2018      | Figueira da Foz      | ITF $25.000 | Hartplatz         | Eva Guerrero Álvarez      | 7:64, 6:2      |
| 5.  | 24. Februar 2019   | Glasgow              | ITF W25     | Hartplatz (Halle) | Mariam Bolkwadse          | 6:3, 6:1       |
| 6.  | 12. September 2021 | Leiria               | ITF W25     | Hartplatz         | Anastasia Kulikova        | 7:63, 6:0      |
| 7.  | 24. Juli 2022      | Vitoria-Gasteiz      | ITF W60     | Hartplatz         | Jenny Dürst               | 6:4, 7:5       |
| 8.  | 11. September 2022 | Saint-Palais-sur-Mer | ITF W25     | Sand              | Séléna Janicijevic        | 6:1, 6:4       |
| 9.  | 26. Februar 2023   | Mâcon                | ITF W40     | Hartplatz (Halle) | Yanina Wickmayer          | 6:3, 2:6, 6:4  |
| 10. | 29. Oktober 2023   | Poitiers             | ITF W80     | Hartplatz (Halle) | Anna-Lena Friedsam        | 3:6, 6:3, 7:62 |

### Doppel
| Nr. | Datum              | Turnier                   | Kategorie      | Belag             | Partnerin              | Finalgegnerinnen                            | Ergebnis           |
| --- | ------------------ | ------------------------- | -------------- | ----------------- | ---------------------- | ------------------------------------------- | ------------------ |
| 1.  | 14. März 2014      | Gonesse                   | ITF $10.000    | Sand (Halle)      | Karolína Stuchlá       | Carolin Daniels Lena-Marie Hofmann          | 6:74, 6:3, [10:3]  |
| 2.  | 8. Juni 2016       | Madrid                    | ITF $10.000    | Sand              | Marina Schamaiko       | Ainhoa Atucha Gomez Maria-José Luque Moreno | 6:2, 6:3           |
| 3.  | 3. Dezember 2016   | Castellon                 | ITF $10.000    | Sand              | Laura Pigossi          | Arabela Fernández Rabener Isabelle Wallace  | 6:1, 6:3           |
| 4.  | 5. Mai 2019        | Les Franqueses del Vallès | ITF W60        | Hartplatz         | Eden Silva             | Jodie Anna Burrage Olivia Nicholls          | 6:3, 6:4           |
| 5.  | 3. August 2019     | Lexington                 | ITF W60        | Hartplatz         | Robin Anderson         | Ann Li Jamie Loeb                           | 7:64, 6:75, [10:7] |
| 6.  | 28. September 2019 | Caldas da Rainha          | ITF W60        | Hartplatz         | Isabella Schinikowa    | Anna Danilina Vivian Heisen                 | 6:1, 6:3           |
| 7.  | 2. November 2019   | Toronto                   | ITF W60        | Hartplatz (Halle) | Robin Anderson         | Mélodie Collard Leylah Fernandez            | 7:67, 6:2          |
| 8.  | 17. Oktober 2020   | Cherbourg-en-Cotentin     | ITF W25        | Hartplatz (Halle) | Robin Anderson         | Harriet Dart Sarah Beth Grey                | 4:6, 6:4, [10:8]   |
| 9.  | 15. Mai 2021       | Saint-Gaudens             | ITF W60        | Sand              | Estelle Cascino        | Eden Silva Kimberley Zimmermann             | 0:6, 7:5, [10:7]   |
| 10. | 6. November 2021   | Nantes                    | ITF W60        | Hartplatz (Halle) | Samantha Murray Sharan | Alicia Barnett Olivia Nicholls              | 6:4, 6:2           |
| 11. | 29. Januar 2022    | Andrézieux-Bouthéon       | ITF W60        | Hartplatz (Halle) | Estelle Cascino        | Alicia Barnett Olivia Nicholls              | 6:4, 6:1           |
| 12. | 23. April 2022     | Monastir                  | ITF W25        | Hartplatz         | Estelle Cascino        | Polina Kudermetowa Sofja Lansere            | 6:0, 4:6, [10:7]   |
| 13. | 9. September 2023  | Tokio                     | ITF W100       | Hartplatz         | Bibiane Schoofs        | Alicia Barnett Olivia Nicholls              | 4:6, 6:1, 10:7     |
| 14. | 15. Oktober 2023   | Rouen                     | WTA Challenger | Hartplatz (Halle) | Maia Lumsden           | Anna Bondár Kimberley Zimmermann            | 6:3, 7:64          |
| 15. | 29. Oktober 2023   | Poitiers                  | ITF W80        | Hartplatz (Halle) | Bibiane Schoofs        | Jekaterina Maklakowa Jelena Pridankina      | 7:5, 6:4           |

## Abschneiden bei Grand-Slam-Turnieren

### Einzel
| Turnier         | 2017 | 2018 | 2019 | 2020 | 2021 | 2022 | 2023 | 2024 | 2025 | Karriere |
| --------------- | ---- | ---- | ---- | ---- | ---- | ---- | ---- | ---- | ---- | -------- |
| Australian Open | —    | 1    | 1    | Q1   | —    | Q1   | Q2   | Q2   | Q1   | 1        |
| French Open     | Q2   | 1    | 1    | Q1   | —    | Q2   | 1    | 1    | Q1   | 1        |
| Wimbledon       | —    | —    | Q2   |      | Q1   | Q3   | Q1   | Q1   | Q1   | —        |
| US Open         | —    | Q1   | Q1   | —    | Q1   | Q1   | Q1   | 3    |      | 3        |

Zeichenerklärung: S = Turniersieg; F, HF, VF, AF = Einzug ins Finale / Halbfinale / Viertelfinale / Achtelfinale; 1, 2, 3 = Ausscheiden in der 1. / 2. / 3. Hauptrunde; Q1, Q2, Q3 = Ausscheiden in der 1. / 2. / 3. Qualifikationsrunde; nicht ausgetragen

### Doppel
| Turnier         | 2018 | 2019 | 2020 | 2021 | 2022 | 2023 | 2024 | 2025 | Karriere |
| --------------- | ---- | ---- | ---- | ---- | ---- | ---- | ---- | ---- | -------- |
| Australian Open | —    | —    | —    | —    | —    | —    | —    | —    | —        |
| French Open     | 1    | 1    | 1    | 1    | 1    | 1    | 1    | 1    | 1        |
| Wimbledon       | —    | —    |      | —    | —    | —    | —    |      | —        |
| US Open         | —    | —    | —    | —    | —    | —    | —    |      | —        |